# Jacques Vendroux (journaliste)
Pour les articles homonymes, voir Jacques Vendroux et Vendroux.
 (janvier 2012).
Si vous disposez d'ouvrages ou d'articles de référence ou si vous connaissez des sites web de qualité traitant du thème abordé ici, merci de compléter l'article en donnant les références utiles à sa vérifiabilité et en les liant à la section « Notes et références ».
Jacques Vendroux est un journaliste sportif français, principalement de radio, né le 1er mars 1948 à Calais (Pas-de-Calais).

## Carrière professionnelle
En mai 1966, Jacques Vendroux fait ses débuts au service des sports (dirigé par Raymond Marcillac) de l'Office de radiodiffusion-télévision française (ORTF) en tant que journaliste stagiaire. En septembre 1967, il est pigiste à Radio Guyane dirigée alors par Jérôme Bellay. En décembre 1968, il revient au service des sports télévisés de l'ORTF, toujours en tant que stagiaire.
En mai 1969, il intègre le service des sports de France Inter, comme journaliste stagiaire. Il commente son premier match de football le 12 août 1970 (au cours duquel l’AC Ajaccio bat Nancy 5 à 0 !). Un an plus tard, en octobre 1970, il est nommé journaliste de sport titulaire à France Inter. Puis entre 1983 et 1991, il devient successivement journaliste spécialisé (décembre 1983), responsable de rubrique (mai 1984), grand reporter (janvier 1985), chef de service adjoint (octobre 1988) puis rédacteur en chef adjoint (mai 1991). Il devient célèbre pour sa voix de stentor, son style truculent et sa sympathie avouée pour l'AS Saint-Étienne qui engendre parfois des situations mémorables. Ainsi, lors de la demi-finale retour de Coupe de France 1977 qui voit « les Verts » éliminer Nantes à l'ultime seconde de la prolongation (0-3, 5-1), il termine son commentaire de la rencontre debout sur son pupitre.
En avril 1988, il devient animateur-présentateur de l'émission Interfootball, créée en 1972, et premier multiplex de l'histoire du football et de la radio qu'il a créé. Il succède à Bernard Père (de 1972 à 1974), Jean-Paul Brouchon (de 1974 à 1980) et Pierre Loctin (de 1980 à 1988).
Le 5 mai 1992, il s’apprêtait à commenter la demi-finale de Coupe de France entre Bastia et Marseille quand une tribune du stade de Furiani s'effondre et provoque une catastrophe. Il est grièvement blessé, avec notamment deux vertèbres cassées, les poumons perforés, la vessie éclatée. Il passe plusieurs jours dans le coma et est hospitalisé trois mois à Bastia puis à la Pitié-Salpêtrière.
En août 1992, il part de France Inter pour entrer au service des sports de Canal+, qu'il quitte un mois plus tard. Il revient à France Inter en octobre 1992 en tant que rédacteur en chef-adjoint du service des sports grâce à Ivan Levaï.
En septembre 1994, il est nommé chef du service des sports de France Inter, puis rédacteur en chef du même service en juillet 1996.
Du 9 juin au 13 juillet 1998, il est rédacteur en chef et responsable de la rédaction de « 98 Radio France », radio de la Coupe du monde de football qui se tient en France. La radio éphémère est créée par le président de l'époque, Michel Boyon aidé de Gilbert Denoyan.
En janvier 2002, Jean-Marie Cavada le nomme directeur des sports de Radio France, ses responsabilités incluant la politique sportive de France Bleu, France Inter et France Info.
En septembre 2009, il quitte les grandes ondes de France Inter pour rejoindre France Info, où il reste directeur des sports et y présente toujours le multiplex foot de 19 h à 23 h, grâce au président de Radio France de l’époque, Jean-Luc Hees.
Il a également été chroniqueur sur la chaîne de télévision Infosport+ (du groupe Canal+) de janvier 2004 à janvier 2012, puis chroniqueur dans l'émission Touche pas à mon sport (présentée par Estelle Denis) de septembre 2015 à juin 2016 avec la complicité de Dominique Grimault.
Il est ensuite chroniqueur sur la chaîne CNews (ex I-télé) avec Pascal Praud, et d'autres personnalités dans l'émission l'Heure des pros.
Il entame en 2017 sa neuvième saison de l'émission Stade Bleu sur le réseau national France Bleu de 19 h à 19 h 30 le dimanche : il y reçoit une personnalité du sport, de la politique, des médias ou du spectacle. Le 8 octobre 2017, Jacques Vendroux fête le 300e numéro de Stade Bleu avec Michel Platini, Alain Giresse, Dominique Rocheteau et Marius Trésor.
Début 2019, il quitte ses fonctions de directeur des sports de France Info mais continue d’y présenter le multiplex football ainsi que l'émission Stade Bleu sur France Bleu.
En juin 2019, alors qu'il devait prendre sa retraite, Jacques Vendroux annonce poursuivre sa carrière à Radio France, désormais en tant que consultant. Ce contrat de consultant prend fin en août 2021, ce qui ne l'empêche pas de continuer à intervenir, plus ponctuellement, sur les antennes de Radio France.
Le 20 décembre 2021, la presse annonce qu'il quitte Radio France et le service public pour rejoindre la radio Europe 1. Après 53 années à Radio France, son contrat n'a pas été renouvelé, ce qu'il considère comme une chance.
À Europe 1, il devient chroniqueur-éditorialiste. Début juillet 2022, son contrat est renouvelé pour encore une année, période pendant laquelle il pourra développer son podcast Les Géants du Football. Il y fait intervenir des personnalités du football sur des époques précises : « Laurent Blanc 98 », Michel Denisot sur son septennat au PSG, Réginald Becque sur Calais 2000, Dominique Bathenay sur les « Vrais Verts de 76 » et Éric Pécout sur les « magiciens nantais de 80 ». 
Sur Europe 1, il participe à sa quinzième Coupe du Monde au Qatar, intervenant également sur Cnews auprès de Pascal Praud dans une chronique le vendredi intitulée "vendredi Vendroux". À Europe 1, il anime maintenant une émission "Le Studio des Légendes" le vendredi, samedi et dimanche de 20h à 21h. 

## Autres activités
Depuis septembre 1971, il est manager général du Variétés Club de France. Il a été membre du Racing Club de France de 1978 à 1998. Il a été membre du conseil d'administration de l'association « Action Michel-Platini » (1990 à 2004) pour la réinsertion des toxicomanes. Il a aussi été membre directeur du CRUFC, le Calais Racing Union football club de septembre 2002 à novembre 2005.
Depuis novembre 2012, il est membre du comité directeur des Enfants de la Terre, association présidée par Nathalie et Yannick Noah.
Il est vice-président délégué de la commission chargée des compétitions de la Coupe de France à la Ligue de Paris de juillet 1987 à juillet 2000.
Il est l'auteur avec Dominique Bonnot du livre Amoureux Foot, aux éditions Calmann-Lévy.
Le 4 novembre 2021, il est l'auteur, avec Florian Anselme, du livre "Sur un Malentendu", ouvrage qui revient sur la carrière du journaliste. 

## Famille
Sa famille est originaire des Pays-Bas où ses ancêtres étaient de riches producteurs et marchands de tabac à Delft et s'appelaient à l'origine Van Droog. La guerre de Hollande et l'inondation des basses-terres pour stopper l'avancée des armées de Louis XIV les firent émigrer en Bourgogne où leur patronyme fut francisé en Vandroux (1763), plus tard écrit Vendroux.
Il est un petit-neveu par alliance de Charles de Gaulle. En effet, son grand-père, Jacques Vendroux (1897-1988), député-maire de Calais est le frère d'Yvonne de Gaulle née Vendroux.
Son père, Jacques-Philippe Vendroux (1925-2002), est un haut fonctionnaire et député (1967-1973) de Saint-Pierre-et-Miquelon.

## Distinctions et récompenses
- Commandeur de l’Ordre National du Mérite (2023)
- Officier de la Légion d'honneur (14 juillet 2013, chevalier depuis décembre 2003)
- Officier de l'Ordre national du Mérite (janvier 2008, chevalier depuis novembre 1996)
- Chevalier des Arts et Lettres (mars 1993)
- Prix spécial du jury des micros d'or USJSF pour la création de '98 Radio-France

En 2001, il reçoit le Prix du commentateur sportif décerné par l'Association des écrivains sportifs. Ce prix est décerné à un journaliste, professionnel, commentateur audiovisuel, aux connaissances et au jugement appréciés qui, dans ses interventions sur le sport, se sera exprimé avec le souci constant de respecter les règles de la langue française.